# Packhof (Hannover)

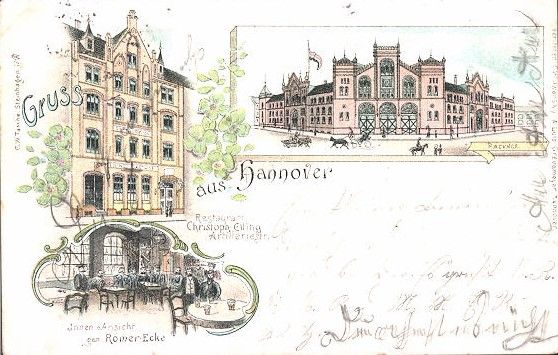
Packhof (oben rechts) in Hannover 1898

Der Packhof in Hannover war eine städtische Einrichtung und diente als Packhof und steuerfreie Niederlage für die Waren der hannoverschen Handelsunternehmen.

## Lage und Verwendung
Der alte Packhof befand sich ab 1813 im alten Pulvermagazin auf der sogenannten Norder-Bothfelder Bastion an der Georgstraße, gegenüber der seit 1833 so genannten Großen Packhofstraße.
Aufgrund der Zunahme des Handels erfolgten mehrfache Erweiterungen. Es stellte sich bereits ab 1860 heraus, dass die Anlage zu klein war und ohne Bahnanschluss den Anforderungen nicht genügte. Die Anlage wurde abgerissen, an ihrer Stelle ließ Carl Bahlsen 1863 das Haus Bahlsen erbauen.

### Neuer Packhof

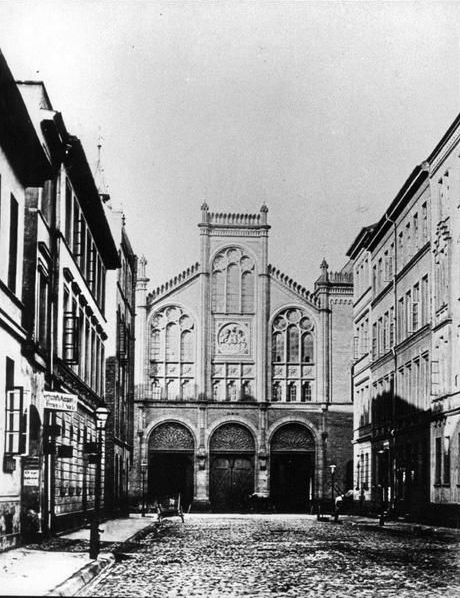
Blick im 19. Jahrhundert durch die Rosenstraße auf den Mittelrisalit des Neuen Packhofes an der Artilleriestraße

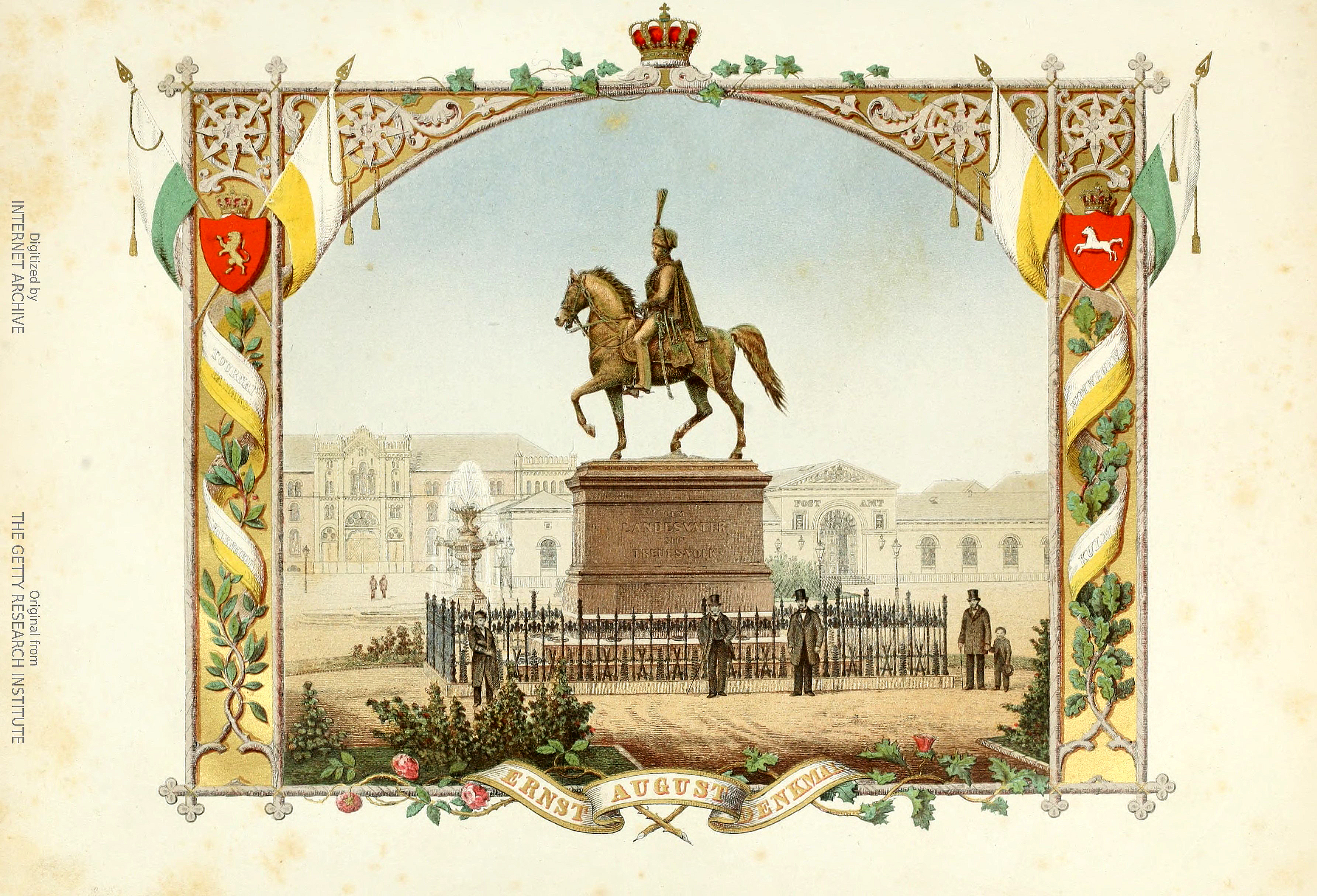
Der neue Packhof im Hintergrund links vom 1861 eingeweihten Ernst-August-Denkmal;
Chromolithographie aus dem Ernst-August-Album nach einer Fotografie von Friedrich Wunder

Nach Inbetriebnahme der Eisenbahn erfolgte von 1861 bis 1865 ein Neubau an der Artilleriestraße, zwischen Herschelstraße und Bahn. Es entstand eine imposante Großanlage im späten prächtigen Rundbogenstil. Der Architekt Ludwig Droste verwendete verschiedenfarbige Ziegel sowie Sandstein. Das Gebäude hatte auffällig gestaltete Risalite sowie unterschiedliche Geschosshöhen mit einer zentralen Markthalle.
Nachdem 1861 das Ernst-August-Denkmal feierlich eingeweiht wurde, dokumentierte der Fotograf Friedrich Wunder kurz darauf das Denkmal mit einem heute im Historischen Museum Hannover erhaltenen Lichtbild, das als Vorlage für eine Chromolithographie des 1862 als Erinnerungsband für die Teilnehmer erschienen Ernst-August-Albums diente. Darin war bereits der seinerzeit gerade erst begonnene Bau des Packhofes als „fertiggestellt“ dargestellt worden.
Nach Änderung der Steuer- und Zollniederlagegesetze und dem Bau der Markthalle in der Altstadt wurde der Packhof zunehmend unrentabel. Er wurde geschlossen und im Jahr 1905 abgebrochen.

## Archivalien und Museumsstücke
Archivalien zu den hannoverschen Packhöfen finden sich beispielsweise
- im Niedersächsischen Landesarchiv (Standort Hannover), dort unter anderem im Nachlass von Georg Ludwig Friedrich Laves[3]
- im Stadtarchiv Hannover[3]
- im Historischen Museum Hannovers findet sich eine vor 1866 von Friedrich Wunder gefertigte Serie von Fotografien des Neuen Packhofgebäudes in den Maßen 37,8 × 33 cm[4]